# George Cansdale
George Soper Cansdale (* 29. November 1909 in Brentwood, Essex; † 24. August 1993 in Great Chesterford, Essex) war ein britischer Zoologe, Sachbuchautor und Fernsehmoderator.

## Leben
Nach der Absolvierung der Brentwood School besuchte er das College St Edmund Hall der University of Oxford, wo er den Abschluss in Forstwirtschaft erwarb. Danach trat er in den Kolonialdienst ein und wurde 1934 zum Forstbeamten für die Kronkolonie Goldküste (das heutige Ghana) ernannt. Er begann, Tiere für einen Freund zu sammeln, der im Paignton Zoo arbeitete und er setzte einheimische Kinder ein, die ihm beim Sammeln von Exemplaren halfen. In der Folge entdeckte er mehrere neue Arten und er lieferte Tiere für mehrere Zoos, darunter den Londoner Zoo.
1947 wurde er von der Zoological Society of London zum Verwalter berufen, ein Amt, das er bis 1953 innehatte. 1948 gab er sein Fernsehdebüt mit einem Eichhörnchen in der Reihe Picture Page, die aus den alten Studios am Alexandra Palace in London übertragen wurde. Es folgten BBC-Tiersendungen für Kinder, in denen er Tiere vermenschlichte, darunter in Heads, Tails and Feet, Looking at Animals und All About Animals. Die beiden letzteren wurden 1952 mit der Silbermedaille der Royal Television Society ausgezeichnet. Er arbeitete auch mit der Brooke Bond Tea Company zusammen, indem er Schimpansen für Werbespots vermittelte.
Cansdale trat auch regelmäßig in der Sendung Children’s Hour des BBC-Rundfunks auf. Seit den 1960er Jahren war er ein regelmäßiger Gast bei Blue Peter und 1982 wurde George, eine Maurische Landschildkröte und beliebtes Haustier in der Sendung, nach ihm benannt.
Neben seinen Auftritten im Radio und im Fernsehen hielt Cansdale Vorträge und veröffentlichte mehrere Bücher, darunter Animals of West Africa (1946), Animals and Man (1952), George Cansdale’s Zoo Book (1953), Belinda the Bushbaby (1953), Reptiles of West Africa (1955), The Ladybird Book of British Wild Animals (1958), West African Snakes (1961), Behind the Scenes at a Zoo (1965) und Animals of Bible Lands (1965).
In den 1960er Jahren wurde Cansdale Direktor von Marine Land in Morecambe und vom Chessington Zoo and Natureland in Skegness. Zusammen mit seinem Sohn entwickelte er auch eine Methode zur Gewinnung von sauberem Meerwasser durch Filtern von Strandsand und gründete das Unternehmen SWF Filtration Ltd., das 1990 den internationalen IBM-Preis für nachhaltige Entwicklung gewann.

## Privates
1940 heiratete er Margaret Williamson, eine Kommilitonin auf der University of Oxford. Sie waren beide aktive Christen. George Cansdale war von 1950 bis 1971 Kirchenvorsteher der Kirche All Souls, Langham Place, London, und er war Präsident der Crusaders’ Union.

## Dedikationsnamen
1958 benannte William Frank Harding Ansell Cansdales Sumpfratte (Malacomys cansdalei) aus Ghana zu Ehren von Cansdale.